# The Dan Band
The Dan Band ist eine Band aus Los Angeles, Kalifornien, die von dem Schauspieler und Comedian Dan Finnerty gegründet wurde. Die Band ist hauptsächlich für ihre Coverversionen von meist weiblichen Popstars bekannt. In den Coverversionen werden Schimpfwörter und vulgäre Ausdrücke dem Originaltext hinzugefügt.
Bekannt wurde Dan Finnerty durch seine Coverversion von „Total Eclipse of the Heart“ von Bonnie Tyler, durch den Film Old School und auch durch das Mitwirken in Filmen wie The Terminal und Starsky & Hutch. 2005 erschien dann das Debütalbum The Dan Band Live, welches ein reines Coveralbum von diversen englischsingenden Interpreten wie zum Beispiel ABBA ist. 2007 erschien ihr zweites Album Ho: A Dan Band Christmas. Dieses Album ist ein einstündiger Konzertmitschnitt, bei dem McG und Steven Spielberg Regie führten. 2009 waren sie im Spielfilm Hangover zu sehen.

## Diskographie
- 2005: The Dan Band Live
- 2007: Ho: A Dan Band Christmas
- 2015: The Wedding Album